# Las Arenillas
Las Arenillas är en ort i Mexiko, tillhörande Naucalpan de Juárez kommun i delstaten Mexiko. Las Arenillas ligger i den centrala delen av landet och tillhör Mexico Citys storstadsområde. Orten hade 173 invånare vid folkmätningen 2010. 2020 hade befolkningen ökat till 337 personer.